# Daisy Igel
Daisy Igel é uma arquiteta brasileira, herdeira de 8% do grupo Ultrapar. Ela também tem controle da BrasilGaz, Ultragaz, posto Ipiranga, além da drogaria Extrafarma.
Dona de uma fortuna bilionária, foi listada pela Revista Exame entre os mais ricos do Brasil em 2017, com uma fortuna de 1,1 bilhão de dólares.